# 知波田駅
知波田駅（ちばたえき）は、静岡県湖西市太田にある、天竜浜名湖鉄道天竜浜名湖線の駅である。「Hamano Station」の副駅名がある。

## 歴史
- 1936年（昭和11年）12月1日：鉄道省二俣西線（後の二俣線）新所原駅 - 三ヶ日駅間開通時に開設[1]。
- 1962年（昭和37年）8月21日：貨物取扱廃止[1]。
- 1970年（昭和45年）6月1日：荷物扱い廃止[2]。同時に無人駅化[3]。
- 1987年（昭和62年）3月15日：二俣線が天竜浜名湖鉄道へ転換、同社の駅となる[1]。
- 1989年（平成元年）12月：知波田駅歯科医院開業。
- 2022年（令和4年）2月1日：Hamanoが駅名ネーミングライツを取得、副駅名を付した「知波田（Hamano Station）駅」とすることを発表。期間は2024年3月31日まで。

## 駅構造
相対式ホーム2面2線を有する地上駅。
無人駅。駅舎はコンクリート製で、歯科医院がテナントに入っている。

### のりば
| ホーム | 路線          | 方向 | 行先       |
| ------ | ------------- | ---- | ---------- |
| 駅舎側 | ■天竜浜名湖線 | 上り | 掛川方面   |
| 反対側 | ■天竜浜名湖線 | 下り | 新所原方面 |

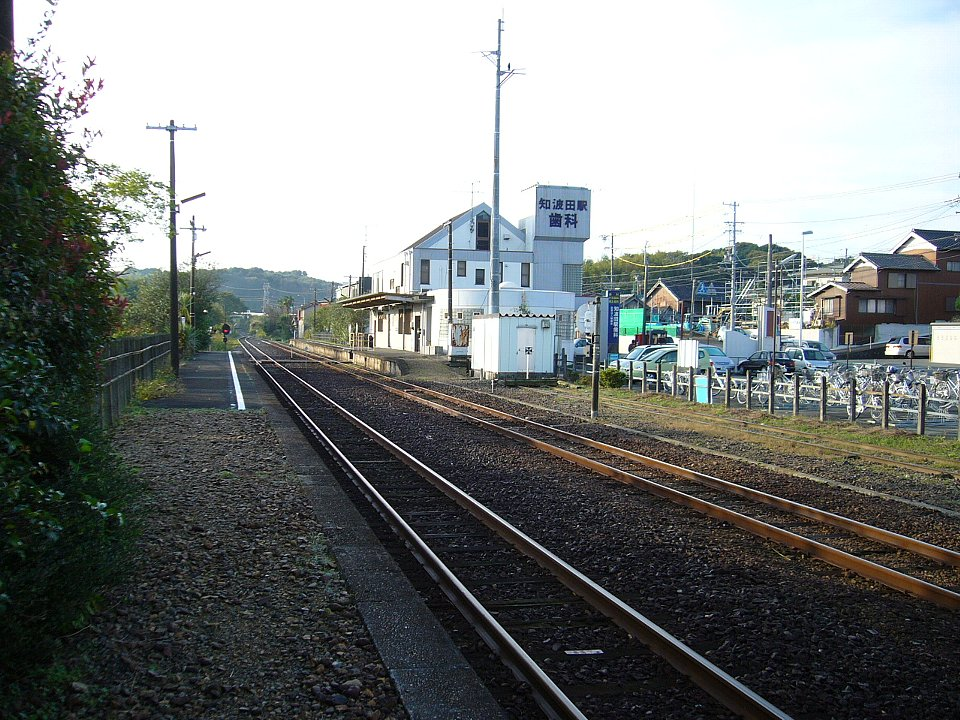
駅構内

## 利用状況
近年の1日平均乗車人員の推移は以下の通り。
| 乗車人員推移 | 乗車人員推移    |
| 年度         | 1日平均乗車人員 |
| ------------ | --------------- |
| 2008         | 79              |
| 2009         | 73              |
| 2010         | 69              |
| 2011         | 61              |
| 2012         | 45              |
| 2013         | 46              |
| 2014         | 47              |
| 2015         | 47              |
| 2016         | 50              |
| 2017         | 53              |
| 2018         | 40              |

## 駅周辺
住宅がやや多い。
- 知波田簡易郵便局
- 国道301号
- 湖西市コミュニティバス「コーちゃんバス」知波田入出線「知波田駅」停留所：湖西病院行

## 隣の駅
天竜浜名湖鉄道
■天竜浜名湖線
尾奈駅 - 知波田駅 - 大森駅